# 2. marts
2. marts er dag 61 i året i den gregorianske kalender (dag 62 i skudår). Der er 304 dage tilbage af året.
Simplicius' dag. Simplicius var pave fra 468 – 483.

### Begivenheder
Født - Dødsfald
- 1836 - Republikken Texas erklærer sig uafhængig af Mexico.
- 1855 - Alexander 2. bliver zar af Rusland efter Nikolaj 1.s død.
- 1882 - Den britiske dronning Victoria udsættes for et attentatforsøg.
- 1885 - Københavns Kommunes Biblioteker etableres med bibliotekerne i Paris og Berlin som forbillede.
- 1917 - Nikolaj 2. af Rusland abdicerer og overlader magten til sin bror, men denne afslår.
- 1919 - Den første kommunistiske internationale afholdes i Moskva.
- 1933 - New York er vært for verdenspremieren på filmen King Kong.
- 1946 - Ho Chi Minh vælges til præsident i Nordvietnam.
- 1955 - Nord- og Vestaustralien oplever en række voldsomme oversvømmelser, der koster 200 mennesker livet.
- 1956 - Marokko erklærer sig uafhængig af Frankrig.
- 1969 - De første testflyvninger med Concorde-flyet foretages i Toulouse.
- 1970 - Rhodesia erklærer sig uafhængig og kapper dermed den sidste forbindelse til den britiske krone.
- 1975 - Linda McCartney arresteres i USA. Anklagen lyder på besiddelse af marijuana.
- 1992 - Usbekistan og Moldavien optages i FN.
- 2003  - Den 56. Bodilprisuddeling finder sted i Imperial i København.
- 2004 - FN's våbeninspektører fastslår i en rapport, at Irak ikke har masseødelæggelsesvåben af betydning i modstrid med meldingerne fra USA's præsident Bush og Storbritanniens premierminister Tony Blair.
- 2008 - Dmitrij Medvedev vinder præsidentvalget i Rusland med 68% af stemmerne og bliver dermed Vladimir Putins afløser.
- 2019 - Bodilprisen uddeles for 72. gang på Stærekassen i København.

### Født
- 1459 - Hadrian 6., hollandsk-født pave. (død 1523).
- 1793 - Sam Houston, amerikansk statsmand og præsident i Republikken Texas. (død 1863).
- 1801 - Andreas Peter Berggreen, dansk komponist (død 1880).
- 1810 - Leo 13., italiensk-født pave (død 1903).
- 1812 - Carl Eduard Rotwitt, dansk politiker og konseilspræsident (død 1860).
- 1820 - Multatuli, hollandsk forfatter (død 1887).
- 1824 - Bedrich Smetana, tjekkisk komponist (død 1884).
- 1842 - Carl Jacobsen, dans brygger og mæcen (død 1914).
- 1876 - Pius 12., italiensk-født pave (død 1958).
- 1886 - Alf Cock-Clausen, dansk arkitekt (død 1983).
- 1899 - Harald Søltoft Agersnap, dansk pianist, violoncellist, komponist og dirigent (død 1982).
- 1900 - Kurt Weill, tysk komponist (død 1950).
- 1904 - Dr. Seuss, amerikansk forfatter (død 1991).
- 1919 - Jennifer Jones, amerikansk skuespillerinde (død 2009).
- 1926 - Murray Rothbard, amerikansk økonom (død 1995).
- 1927 - Roger Walkowiak, fransk cykelrytter (død 2017).
- 1931 - Mikhail Gorbatjov, tidligere sovjetisk præsident (død 2022).
- 1931   - Tom Wolfe, amerikansk forfatter (død 2018).
- 1932 - Ernst Meyer, dansk skuespiller (død 2008).
- 1942 - Lou Reed, amerikansk rockmusiker (død 2013).
- 1942   - John Irving, amerikansk forfatter.
- 1944 - Leif Segerstam, finsk komponist og dirigent (død 2024).
- 1944 – Poul Jørgensen, dansk kemiker.
- 1947 - Søren Kragh-Jacobsen, dansk filminstruktør og sangskriver.
- 1948 - Rory Gallagher, irsk musiker (død 1995).
- 1950 - Karen Carpenter, amerikansk sangerinde (død 1983).
- 1958 - Jens Arentzen, dansk skuespiller og instruktør (død 2022).
- 1962 - Jon Bon Jovi, amerikansk sanger og musiker.
- 1965 - Lars Christian Lilleholt, dansk folketingspolitiker.
- 1968 - Daniel Craig, engelsk skuespiller.
- 1970 - Flattus Maximus, amerikansk guitarist for GWAR.
- 1982 - Kevin Kuranyi, tysk fodboldspiller.
- 1982 - Anders Horsbøl, dansk håndboldtalent.
- 1982 - Johan Philip "Pilou" Asbæk, dansk skuespiller.
- 1998 – Tua Tagovailoa, amerikansk fodboldspiller.

### Dødsfald
- 1127 - Karl af Flandern, greve af Flandern (født før 1086)
- 1783 - Hans Holck, dansk journalist, forfatter og filantrop (født 1726).
- 1793 - Carl Gustav Pilo, svensk portrætmaler (født ca. 1711).
- 1797 - Horace Walpole, britisk forfatter og historiker (født 1717).
- 1835 - Frans 2., tysk-romersk kejser (født 1768).
- 1855 - Nikolaj 1., russisk zar (født 1796).
- 1930 - D.H. Lawrence, britisk forfatter (født 1885).
- 1939 - Howard Carter, britisk ægyptolog (født 1874).
- 1945 - Pietro Mascagni, italiensk komponist (født 1863).
- 1982 - Philip K. Dick, amerikansk science-fiction-forfatter (født 1928).
- 1987 - Randolph Scott, amerikanske filmskuespiller (født 1898).
- 1991 - Serge Gainsbourg, fransk multikunstner (født 1928).
- 1999 - Dusty Springfield, engelsk sangerinde (født 1939).
- 2002 - Halfdan Rasmussen, dansk digter (født 1915).
- 2008   - Jeff Healey, canadisk blues-rock-guitarist (født 1966).
- 2008   - Paul Raymond,engelsk bladkonge og showbiz-mand (født 1925).
- 2008   - Jørgen Jensen, dansk arkæolog og museumsinspektør (født 1936).
- 2008   - Sigrid Lütken, dansk billedhugger (født 1915).
- 2016 - Allan Michaelsen, dansk fodboldspiller og -træner (født 1947).
- 2024 - Søren Pape Poulsen, dansk politiker (født 1971).

|  | Denne datoartikel kan blive bedre, hvis der indsættes et (bedre) billede Du kan hjælpe ved at afsøge Wikimedia Commons for et passende billede eller uploade et godt billede til Wikimedia Commons iht. de tilladte licenser og indsætte det i artiklen. |